# KI (稻葉浩志單曲)
〈KI〉是日本音樂組合B'z的主唱稻葉浩志的第2張單曲。於2003年6月11日由VERMILLION RECORDS發行。

## 概要
本作是繼去年發售的專輯『志庵』後所發售的第2張SOLO單曲。作為單曲是與前作睽違5年的作品。
3首新曲，與主打歌「AKATSUKI」不同版本的2首歌曲合計，共計收錄了5首歌曲。
標題「KI」為稻葉的姓名首字母。當初是預計發行將「AKATSUKI」作為標題曲的單曲，但後來創作了「I'm on fire」，使稻葉認為整體的配置彷彿令人聯想起三A面而非歌曲標題，便成為了以現在的標題發行。
全曲皆未收錄於專輯中。

## 收錄曲
1. (3:46)
標題為日語的羅馬字，意為「破曉」。
硬式搖滾調的編曲，TUBE的春畑道哉參與了電吉他。
2. （寂靜之雨）(4:00)
由Wurlitzer電鋼琴（英语：Wurlitzer electric piano）和原聲吉他為主體。在SOLO演唱會上是雨天限定演奏。
3. (4:01)
由Spin Stealth Spike電腦編曲（日语：打ち込み）為主體的重混版本。與次曲之間無曲間。
4. (5:43)
基本上是敘事曲調，但僅間奏曲調驟變。
根據稻葉表示「與其說是在"I'm on fire"這個樂句抒情，不如說是想做一首安靜的曲子[原文 1]」[4]。
5. (4:08)
管弦樂隊版本，純器樂曲。

## 商業搭配
- 日本電視台系『最強魂（日语：最強魂）』片尾曲(#1)
- 日本電視台系『K1 JAPAN』主題曲(#1)

## 製作人員
- 稻葉浩志：主唱、全曲作詞・作曲、編曲（#1.2.4）、原聲吉他（#1.2）、吉他（#4）
- 德永曉人：貝斯（#1.2.4）、編曲（#1）
- 寺地秀行（日语：寺地秀行）：編曲（#1.2）
- 池田大介（日语：池田大介 (編曲家)）：弦樂器編曲（#4）、編曲（#4.5）
- 春畑道哉：電吉他（#1）
- 有永浩二：電吉他（#3）
- 青山純（日语：青山純）：爵士鼓（#1）
- 山木秀夫（日语：山木秀夫）：爵士鼓（#2）
- 小野塚晃（日语：小野塚晃）：Wurlitzer電鋼琴（英语：Wurlitzer electric piano）（#2）、鋼琴（#4）
- Spin Stealth Spike：重混(#3)
- 篠崎（日语：篠崎正嗣）Strings：弦樂器(#4)
- TAMA STRINGS：管弦樂團(#5)

## 腳註

### 出典
1. ↑  . Oricon. 2003-04-07  [2020-07-27]. （原始内容存档于2003-06-21）.
2. ↑  . The Record (日本唱片協會). 2003-09, (526): 16  [2020-07-27]. （原始内容存档于2020-09-23）.
3. ↑   58. B'z Party. 2002-06.
4. ↑  佐伯明. . Sony Magazines. 2003: 524.